# Hayfield
Hayfield és una població dels Estats Units a l'estat de Minnesota. Segons el cens del 2000 tenia 1.325 habitants.

## Demografia
Segons el cens del 2000, Hayfield tenia 1.325 habitants, 496 habitatges, i 329 famílies. La densitat de població era de 406 habitants per km².
Dels 496 habitatges en un 35,7% hi vivien nens de menys de 18 anys, en un 55% hi vivien parelles casades, en un 8,3% dones solteres, i en un 33,5% no eren unitats familiars. En el 29,4% dels habitatges hi vivien persones soles el 17,5% de les quals corresponia a persones de 65 anys o més que vivien soles. El nombre mitjà de persones vivint en cada habitatge era de 2,5 i el nombre mitjà de persones que vivien en cada família era de 3,15.
Per edats la població es repartia de la següent manera: un 27,3% tenia menys de 18 anys, un 9,4% entre 18 i 24, un 24,8% entre 25 i 44, un 18% de 45 a 60 i un 20,5% 65 anys o més.
L'edat mediana era de 37 anys. Per cada 100 dones de 18 o més anys hi havia 84,1 homes.
La renda mediana per habitatge era de 38.214 $ i la renda mediana per família de 47.981 $. Els homes tenien una renda mediana de 29.293 $ mentre que les dones 24.135 $. La renda per capita de la població era de 17.201 $. Entorn de l'1,2% de les famílies i el 4,4% de la població estaven per davall del llindar de pobresa.

## Poblacions més properes
El següent diagrama mostra les poblacions més properes.